# Langue des signes lyonnaise
La langue des signes lyonnaise est une langue des signes utilisée par les personnes sourdes et leurs proches à Lyon à une époque mal définie.

## Caractéristiques
Elle est distincte de la langue des signes française et Wittmann la classe comme un isolat (« prototype ») et suggère qu'elle a donné naissance à la langue des signes belge, qui est de nos jours séparée en deux dialectes principaux : la langue des signes de Belgique francophone et la langue des signes flamande. Elle a depuis été supprimée du référentiel ISO 639-3, sur proposition de J. Albert Bickford. Il considère que cette langue n'a jamais existé, et que sa première définition est due à une erreur de recensement. 

### Source bibliographique
- Henri Wittmann, « Classification linguistique des langues signées non vocalement », Revue québécoise de linguistique théorique et appliquée, vol. 10, no 1,‎ 1991, p. 215-288 (lire en ligne).